# CA Tucumán
A CA Tucumán egy argentin labdarúgócsapat San Miguel de Tucumán városában. A egyesületet 1902. szeptember 27-én alapították. A klub jelenleg az első osztályban szerepel és a 32 500 néző befogadására alkalmas Estadio Monumental José Fierróban játssza hazai mérkőzéseit.
A klub először 1973-ban jutott fel az első osztályba, azóta több alkalommal is feljutottak már.

## Sikerek
Argentin Kupa
- Döntős (1): 2016–17

## Jelenlegi keret
2024. február 1. szerint.
| #  |     | Poszt | Név                                                    |
| -- | --- | ----- | ------------------------------------------------------ |
| 1  | ARG | K     | José Devecchi (kölcsönben a San Lorenzo csapatától)    |
| 2  | ARG | V     | Francisco Flores (kölcsönben a San Lorenzo csapatától) |
| 3  | ARG | V     | Gonzalo Paz (kölcsönben a Levadiakósz csapatától)      |
| 5  | ARG | KP    | Adrián Sánchez                                         |
| 6  | ARG | V     | Gianluca Ferrari (kölcsönben a Godoy Cruz csapatától)  |
| 7  | ARG | CS    | Nicolás Servetto (kölcsönben az Almagro csapatától)    |
| 8  | ARG | KP    | Guillermo Acosta                                       |
| 9  | ARG | CS    | Mateo Bajamich                                         |
| 10 | ARG | KP    | Joaquín Pereyra                                        |
| 11 | ARG | KP    | Nicolás Castro                                         |
| 12 | ARG | K     | Gustavo Lescano                                        |
| 14 | ARG | V     | Agustín Lagos                                          |
| 15 | ARG | V     | Néstor Breitenbruch                                    |
| 18 | ARG | KP    | Renzo Tesuri                                           |

| #  |     | Poszt | Név                                                          |
| -- | --- | ----- | ------------------------------------------------------------ |
| 19 | ARG | CS    | Marcelo Estigarribia                                         |
| 20 | ARG | V     | Nicolás Romero                                               |
| 21 | ARG | KP    | Nicolás Laméndola                                            |
| 22 | ARG | KP    | Sergio Ortíz (kölcsönben az Independiente csapatától)        |
| 25 | ARG | K     | Tomás Durso (kölcsönben a Gimnasia y Esgrima LP csapatától)  |
| 26 | ARG | KP    | Tomás Castro Ponce (kölcsönben a River Plate csapatától)     |
| 27 | ARG | KP    | Lucas Ambrogio (kölcsönben az Argentinos Juniors csapatától) |
| 32 | ARG | V     | Juan Infante                                                 |
| 37 | ARG | KP    | Mateo Coronel                                                |
| 39 | ARG | V     | Matías Orihuela                                              |
| 40 | ARG | CS    | Justo Giani                                                  |
| 44 | ARG | KP    | Julián Carrasco (kölcsönben a Boca Juniors csapatától)       |
|    | ARG | CS    | Francisco Bonfiglio (loan from Villarreal C)                 |

## Fordítás
Ez a szócikk részben vagy egészben  az   Atlético Tucumán című angol Wikipédia-szócikk fordításán alapul.  Az eredeti cikk szerkesztőit annak laptörténete sorolja fel. Ez a jelzés csupán a megfogalmazás eredetét és a szerzői jogokat jelzi, nem szolgál a cikkben szereplő információk forrásmegjelöléseként.